# Luka Lochoshvili
Luka Lochoshvili (tiếng Gruzia: ლუკა ლოჩოშვილი; sinh ngày 29 tháng 5 năm 1998) là một cầu thủ bóng đá chuyên nghiệp người Gruzia hiện tại đang thi đấu ở vị trí trung vệ cho câu lạc bộ Cremonese tại Serie B và Đội tuyển bóng đá quốc gia Gruzia.

## Sự nghiệp thi đấu

### Dinamo Tbilisi
Luka Lochoshvili bắt đầu sự nghiệp thi đấu tại đội trẻ của Dinamo Tbilisi trước khi được đôn lên đội 1 vào năm 2016. Anh ra mắt đội bóng trong chiến thắng 4–0 trước Lokomotive Tbilisi vào ngày 18 tháng 11 năm 2016.

### Dynamo Kyiv
Mùa hè sau đó, Lochoshvili ký một thỏa thuận kéo dài 5 năm với Dinamo Kyiv, 
mặc dù vào tháng 3 năm 2018 đã được cho mượn trở lại câu lạc bộ thời thơ ấu của anh và sau đó, vào tháng 2 năm 2019, cho đội bóng của Slovakia, Zilina.

### MŠK Žilina
Lochoshvili ra mắt chuyên nghiệp tại Fortuna Liga cho Žilina, trong trận gặp DAC Dunajská Streda vào ngày 6 tháng 4 năm 2019.

### Wolfsberger AC
Đầu năm 2020, Dinamo Kyiv và Luka Lochoshvili đã chấm dứt hợp đồng hiện có. Anh đã dành vài tháng tiếp theo tại Dinamo Tbilisi và chuyển đến Wolfsberger AC. Anh "mở tài khoản" của mình khi ghi bàn trong chiến thắng 5–3 trước Austria Wien vào ngày 21 tháng 3 năm 2021. Bàn thắng ghi được bởi Lochoshvili trong 1 trận đấu ở Giải bóng đá vô địch quốc gia Áo 2021–22, trong chiến thắng 4–1 trước Sturm Graz được coi là bàn thắng đẹp nhất vòng 31 do người hâm mộ bình chọn.

### Nhận giải thưởng FIFA Fair Play
Tháng 2 năm 2022, khi còn thi đấu cho Wolfsberger AC, Lochoshvili đã cứu sống cầu thủ bóng đá người Áo Georg Teigl. Teigl đã va chạm với một cầu thủ đối phương và bất tỉnh, không thở được vì anh đã nuốt phải lưỡi của chính mình. 
Ngay sau đó, Luka Locoshvili đã được thống đốc bang Carinthia biết ơn trao tặng Thánh giá Phẩm giá. Anh giành Giải thưởng FIFA Fair Play tại gala trao giải The Best FIFA Football Awards 2022 vì hành động dũng cảm của anh.

### Cremonese
Ngày 10 tháng 8 năm 2022, Lochoshvili ký hợp đồng với câu lạc bộ Cremonese tại Serie A. Anh ra mắt cho câu lạc bộ mới trong trận gặp A.S. Roma vào ngày 22 tháng 8. Lochoshvili ghi bàn thắng đầu tiên tại Serie A cho Cremonese trong chiến thắng 3–2 trước Sampdoria vào ngày 8 tháng 4 năm 2023.

## Sự nghiệp quốc tế
Lochoshvili ra mắt quốc tế cho Gruzia vào ngày 5 tháng 9 năm 2021 trong trận đấu thuộc khuôn khổ Vòng loại giải vô địch bóng đá thế giới 2022 gặp Tây Ban Nha, kết thúc với tỷ số 4-0 nghiêng về "La Roja". Anh đá chính ngay từ đầu và đá cả 90 phút của trận đấu.

## Thống kê sự nghiệp
Tính đến 9 tháng 10 năm 2023
Nguồn
| Mùa giải                 | Câu lạc bộ               | Giải đấu                 | Giải đấu | Giải đấu | Cúp quốc gia | Cúp quốc gia | Cúp quốc gia | Cúp châu Âu | Cúp châu Âu | Cúp châu Âu | Khác      | Khác | Khác | Tổng cộng | Tổng cộng |
| Mùa giải                 | Câu lạc bộ               | Tên                      | Trận     | Bàn      | Tên          | Trận         | Bàn          | Tên         | Trận        | Bàn         | Tên       | Trận | Bàn  | Trận      | Bàn       |
| ------------------------ | ------------------------ | ------------------------ | -------- | -------- | ------------ | ------------ | ------------ | ----------- | ----------- | ----------- | --------- | ---- | ---- | --------- | --------- |
| 2013–14                  | Dinamo Tbilisi II        | PL                       | 1        | 0        | -            | -            | -            | -           | -           | -           | -         | -    | -    | 1         | 0         |
| 2016                     | Dinamo Tbilisi           | UL                       | 5        | 0        | DKC          | 1            | 0            | -           | -           | -           | -         | -    | -    | 6         | 0         |
| 2017                     | Dinamo Tbilisi           | EL                       | 17       | 1        | DKC          | 1            | 0            | -           | -           | -           | -         | -    | -    | 18        | 1         |
| 2018                     | Dinamo Tbilisi           | EL                       | 21       | 0        | DKC          | 2            | 0            | UEL         | 2           | 0           | -         | -    | -    | 25        | 0         |
| 2018–19                  | Žilina                   | SL                       | 3        | 0        | -            | -            | -            | -           | -           | -           | -         | -    | -    | 3         | 0         |
| 2018–19                  | Žilina II                | 2L                       | 5        | 1        | -            | -            | -            | -           | -           | -           | -         | -    | -    | 5         | 1         |
| 2019–20                  | Žilina II                | 2L                       | 5        | 0        | -            | -            | -            | -           | -           | -           | -         | -    | -    | 5         | 0         |
| Tổng cộng Žilina II      | Tổng cộng Žilina II      | Tổng cộng Žilina II      | 10       | 1        |              | 0            | 0            |             | -           | -           |           | -    | -    | 10        | 1         |
| 2020                     | Dinamo Tbilisi           | EL                       | 10       | 0        | DKC          | -            | -            | UCL         | 1           | 0           | Super Cup | 1    | 0    | 12        | 0         |
| Tổng cộng Dinamo Tbilisi | Tổng cộng Dinamo Tbilisi | Tổng cộng Dinamo Tbilisi | 53       | 2        |              | 4            | 0            |             | 3           | 0           |           | 1    | 0    | 61        | 2         |
| 2020–21                  | Wolfsberger AC           | ABL                      | 21+1     | 1        | AC           | 4            | 0            | UEL         | 8           | 0           | -         | -    | -    | 34        | 1         |
| 2021–22                  | Wolfsberger AC           | ABL                      | 29       | 1        | AC           | 4            | 0            | -           | -           | -           | -         | -    | -    | 33        | 1         |
| 2022–23                  | Wolfsberger AC           | ABL                      | 2        | 0        | AC           | 1            | 0            | UCL         | 1           | 0           | -         | -    | -    | 4         | 0         |
| Tổng cộng Wolfsberger AC | Tổng cộng Wolfsberger AC | Tổng cộng Wolfsberger AC | 53       | 2        |              | 9            | 0            |             | 9           | 0           |           | -    | -    | 71        | 2         |
| 2022–23                  | Cremonese                | Serie A                  | 22       | 1        | CI           | 2            | 0            | -           | -           | -           | -         | -    | -    | 24        | 1         |
| 2023–24                  | Cremonese                | Serie B                  | 7        | 0        | COI          | 1            | 0            |             |             |             |           |      |      | 8         | 0         |
| Tổng cộng Cremonese      | Tổng cộng Cremonese      | Tổng cộng Cremonese      | 32       | 1        |              | 3            | 0            |             | 0           | 0           |           | 0    | 0    | 35        | 1         |
| Tổng cộng sự nghiệp      | Tổng cộng sự nghiệp      | Tổng cộng sự nghiệp      | 142      | 5        |              | 15           | 0            |             | 12          | 0           |           | 1    | 0    | 170       | 5         |

### Bàn thắng quốc tế
| #  | Ngày                 | Địa điểm                                     | Đối thủ  | Bàn thắng | Kết quả | Giải đấu |
| -- | -------------------- | -------------------------------------------- | -------- | --------- | ------- | -------- |
| 1. | 12 tháng 10 năm 2023 | Sân vận động Mikheil Meskhi, Tbilisi, Gruzia | Thái Lan | 2–0       | 8–0     | Giao hữu |

## Danh hiệu
Câu lạc bộ
- Vô địch Erovnuli Liga	(1): 2015–16
- Á quân Cúp bóng đá Gruzia (1): 2018
- Á quân Cúp bóng đá Slovakia (1): 2018/2019
- Vô địch David Kipiani Cup (2): 2014/2015, 2015/2016
- Vô địch Siêu cúp bóng đá Gruzia (2): 2014/2015, 2015/2016
- Á quân Siêu cúp bóng đá Gruzia (1):	2020

Cá nhân
- Cầu thủ trẻ xuất sắc nhất của Gruzia (2020)[16]
- Giải thưởng FIFA Fair Play: 2022